# Лозанна Уші
«Стад Лозанна Уші» (фр. FC Stade Lausanne Ouchy) відомий як «Лозанна Уші» — швейцарський футбольний клуб з міста Лозанна. Клуб із сезону 2024—2025 років грає у швейцарській Челендж-лізі після вибуття з найвищої за рангом Швейцарської Суперліги.

## Історія
Клуб виник у результаті об'єднання клубів «Уші-Олімпік» і «Стад Лозанна» в 2001 році. Історія клубу «Уші-Олімпік» розпочалася у 1895 році під назвою «Ля Вілла Уші». Цей клуб був серед засновників Швейцарської футбольної асоціації, та брав участь у першому сезоні чемпіонату Швейцарії 1897—1898 років, але пізніше переважно грав у нижчих дивізіонах. Інший попередник сучасного клубу був заснований у 1901 році як «Сигнал Лозанна», який у 1926 році був перейменований на «Стад Лозанна», який також мав відділи легкої атлетики, хокею на траві та стрілецького спорту. Клуб грав у другому дивізіоні, та в 1929 році були за крок до підвищення до найвищого дивізіону. Президентом клубу між 1929 і 1939 роками був Анрі Гізан, після чого його статус став почесним, оскільки він очолював мобілізацію швейцарської армії під час Другої світової війни. Він наголосив на важливості спорту для збереження здоров'я як для цивільних, так і для солдатів. Клуб продовжував грати в нижчих дивізіонах після відходу Гізана, та грав у першій лізі аж до сезону 1963—1964 років.
Після того, як два клуби об'єдналися, у 2005 році об'єднаний клуб потрапив до Другої міжрегіональної ліги, де грав до 2014 року. У 2017 році клуб вийшов до Ліги підвищення, і в сезоні 2017—2018 років клуб добре зіграв у Кубку Швейцарії, обігравши команду першого дивізіону «Сьйон», і дійшов до 1/8 фіналу. Після переходу до Челлендж-ліги клуб був змушений грати за межами міста у Ньйоні, оскільки його попереднє поле не відповідало вимогам для професійного футболу, проте клуб зараз грає на стадіоні «Стад Олімпік де ла Понтез».
У сезоні 2022—2023 років, у якому команда виступила дуже добре, і більшість часу перебувала у верхній половині таблиці, «Лозанна Уші» зуміла вийти на третє місце в останніх турах, і кваліфікувалася в плей-оф за підвищення, де грала з клубом «Сьйон». «Лозанна Уші» виграла перший матч у Сьйоні з рахунком 2–0, і виграла матч-відповідь вдома з рахунком 4–2, і таким чином із загальним рахунком 6–2 забезпечили собі підвищення до швейцарської Суперліги вперше в історії з наступного сезону. У наступному сезоні 2023—2024 років «Лозанна Уші» після поразки проти клубу «Базель» з рахунком 2-0 вибула із Суперліги, і в сезоні 2024—2025 років буде грати в Челлендж-лізі.

## Стадіон
Клуб «Лозанна Уші» грає на стадіоні «Стад Олімпік де ла Понтез» з 2020 року.